# Maximiliano Urruti
Maximiliano Nicolás Urruti Mussa (Rosario, 1991. február 22. –) argentin labdarúgó, az Austin játékosa.

## Pályafutása
A Newell’s Old Boys csapatában nevelkedett és itt kezdte meg profi pályafutását. 2011. május 14-én a Racing Club ellen mutatkozott be tétmérkőzésen a csapatban, a 3–0-ra elvesztett bajnokin 70 percet töltött pályán. 65 hivatalos mérkőzésen lépett pályára, majd 2013-ban a Toronto csapatába igazolt. Augusztusban két alkalommal lépett pályára, a Columbus Crew és a New England Revolution ellen. Egy hónap után tovább állt a Portland Timbers csapatához. 2016 és 2018 között az FC Dallas játékosaként több mint 100 mérkőzésen lépett pályára. 2018 decemberében bejelentették, hogy a következő szezont már a Montreal Impact játékosaként kezdi meg. 2022 január elején az Austin csapatába szerződött.

## Statisztika
2018. szeptember 2-i állapotnak megfelelően.
| Klub              | Szezon           | Bajnokság | Bajnokság | Ligakupa | Ligakupa | Kupa  | Kupa  | Nemzetközi | Nemzetközi | Összesen | Összesen |
| Klub              | Szezon           | Mérk.     | Gólok     | Mérk.    | Gólok    | Mérk. | Gólok | Mérk.      | Gólok      | Mérk.    | Gólok    |
| ----------------- | ---------------- | --------- | --------- | -------- | -------- | ----- | ----- | ---------- | ---------- | -------- | -------- |
| Newell’s Old Boys | 2010–11          | 2         | 0         | 0        | 0        | 0     | 0     | 0          | 0          | 2        | 0        |
| Newell’s Old Boys | 2011–12          | 26        | 7         | 0        | 0        | 0     | 0     | 0          | 0          | 26       | 7        |
| Newell’s Old Boys | 2012–13          | 28        | 5         | 0        | 0        | 0     | 0     | 5          | 0          | 33       | 5        |
| Newell’s Old Boys | Összesen         | 55        | 12        | 0        | 0        | 0     | 0     | 5          | 0          | 60       | 12       |
| Toronto FC        | 2013             | 2         | 0         | 0        | 0        | 0     | 0     | 0          | 0          | 2        | 0        |
| Toronto FC        | Összesen         | 2         | 0         | 0        | 0        | 0     | 0     | 0          | 0          | 2        | 0        |
| Portland Timbers  | 2013             | 5         | 1         | 2        | 0        | 0     | 0     | 0          | 0          | 7        | 1        |
| Portland Timbers  | 2014             | 30        | 10        | 0        | 0        | 0     | 0     | 4          | 3          | 34       | 13       |
| Portland Timbers  | 2015             | 30        | 4         | 5        | 1        | 2     | 1     | 0          | 0          | 37       | 6        |
| Portland Timbers  | Összesen         | 65        | 15        | 7        | 1        | 2     | 1     | 4          | 3          | 78       | 20       |
| FC Dallas         | 2016             | 30        | 9         | 2        | 1        | 5     | 3     | 1          | 0          | 38       | 13       |
| FC Dallas         | 2017             | 32        | 12        | 0        | 0        | 1     | 0     | 4          | 1          | 37       | 13       |
| FC Dallas         | 2018             | 26        | 7         | 0        | 0        | 1     | 0     | 2          | 1          | 29       | 8        |
| FC Dallas         | Összesen         | 88        | 28        | 2        | 1        | 6     | 3     | 7          | 2          | 103      | 34       |
| Karrier összesem  | Karrier összesem | 210       | 55        | 9        | 2        | 9     | 4     | 16         | 5          | 244      | 66       |

## Sikerei, díjai
- Newell’s Old Boys
  - Primera División: 2013
- Portland Timbers
  - MLS Kupa: 2015
- FC Dallas
  - US Open Cup: 2016
  - Supporters' Shield: 2016